# Josep Perarnau
Josep Perarnau i Espelt (Avinyó, Bages, 1928) é um sacerdote, teólogo e historiador catalão.
Estudou Teologia na Universidade Pontifícia de Salamanca, na Universidade de Roma e na Universidade de Munique. Foi ordenado sacerdote em Barcelona. Quando criou-se a Facultade de Teologia da Catalunha, foi apontado diretor do seminário de teologia. Nesta posição ele fez as suas investigações históricas. É membro do Instituto de Estudos Catalães.
Ele tem um profundo interesse na história da Idade Média, e  tem estudado os manuscritos medievais, especialmente os de autores catalães. Desde a sua posição de diretor do Arxiu de textos catalans antics (ATCA) (Arquivo de Textos Catalães Antigos) do Instituto de Estudos Catalães ele tem feito valiosas investigações de livros inéditos da Idade Média de autores como Ramon Llull ou Arnau de Vilanova.
Ele recolheu todas as falsificações que fez o inquisidor do XIV século Nicolau Eimeric para o decretar a existência de mais de cem  heresias nos textos de Ramon Llull.
Em 1993 Josep Perarnau recebeu o prêmio Serra d'Or da Crítica sobre investigação, em 1996 o prêmio do Patrimônio Cultural Nacional e em 1998 a Medalha Narcís Monturiol. Estes dois últimos prêmios foram atorgados pela Generalidade da Catalunha (governo catalão regional). Em 28 de abril de 2009 ele foi nomeado  doutor honoris causa pela Universidade de Barcelona.